# Теорема Віталі про покриття
Теорема Віталі про покриття у теорії міри стверджує про можливість покриття майже всієї підмножини E у {\displaystyle \mathbb {R} ^{d}} сім'єю множин, що взаємно не перетинаються і є частиною «покриття Віталі» множини E.
Покриття майже всієї множини означає за винятком підмножини міри нуль. Початково теорема була доведена для  міри Лебега λd на {\displaystyle \mathbb {R} ^{d}} але існують варіанти теореми для інших мір. Загальне твердження для міри Лебега вперше було дане Лебегом , оригінальний результат Віталі розглядав покриття гіперкубами. 

## Необхідні означення
Покриття V підмножини E простору {\displaystyle \mathbb {R} ^{d}} називається покриттям Віталі, якщо для всіх точок x множини E у V існує послідовність множин, що прямує до x, тобто множин, що містять x і діаметр яких прямує до 0.
Якщо V є покриттям Віталі підмножини E деякої відкритої множини у {\displaystyle \mathbb {R} ^{d}} то сім'я елементів V, що містяться у цій відкритій множині знову є покриттям Віталі множини E.
Для загального твердження необхідно ввести поняття регулярної множини. 
Вимірна множина F у {\displaystyle \mathbb {R} ^{d}} називається γ-регулярною (в сенсі Лебега), для деякої константи γ > 0, якщо існує відкрита куля B для якої {\displaystyle B\supset F\ \land \ \lambda _{d}(F)\geqslant \gamma ~\lambda _{d}(B).}
Сім'я множин називається регулярною якщо всі її множини є γ-регулярними для деякої спільної константи γ. Кулі (для довільної норми) утворюють регулярну сім'ю у {\displaystyle \mathbb {R} ^{d}}, як і прямокутники у {\displaystyle \mathbb {R} ^{2}} відношення сторін яких знаходиться між деяким додатним дійсним числом і його оберненим. Натомість сім'я всіх прямокутників не є регулярною.
Регулярним покриття в сенсі Віталі підмножини E у {\displaystyle \mathbb {R} ^{d}} називається сім'я V підмножин {\displaystyle \mathbb {R} ^{d}} така, що для всіх точок x у E, існує регулярна послідовність множин V, яка «прямує до x» (константа регулярності може при цьому не бути однаковою для всіх x).

## Твердження для міри Лебега
Нехай E (не обов'язково вимірна) підмножина у {\displaystyle \mathbb {R} ^{d}} і V є регулярним покриттям в сенсі Віталі множини E замкнутими підмножинами. Тоді у V можна вибрати не більш, ніж зліченну підсім'ю D множин, що взаємно не перетинаються і для якої
{\displaystyle \lambda _{d}(E\setminus \cup _{F\in D}F)=0.}

### Доведення для випадку, якщо елементамиVє замкнуті кулі
Без втрати загальності можна припустити, що всі радіуси куль із V є меншими 1. Згідно леми Віталі про нескінченні покриття у V  можна вибрати не більш, ніж зліченну множину куль D елементи якої взаємно не перетинаються і кожна куля B із V перетинається із кулею B'  у D для якої B ⊂ 5B'.
Позначимо B(r) відкриту кулю радіуса r. Необхідно довести, що для всіх r > 0, множина Z точок у E∩ B(r), що не належать жодній кулі із D має міру нуль.
Позначимо (Fn) підмножину куль із D які мають непорожній перетин із B(r). Оскільки їх радіуси є меншими 1, то їх об'єднання є підмножиною кулі B(r + 2) і, оскільки вони взаємно не перетинаються, сума їх мір є скінченною. Тому для всіх ε > 0 існує ціле число N для якого
{\displaystyle \sum _{n>N}\lambda _{d}(F_{n})<\varepsilon .}
Позначимо K = F0 ∪ … ∪ FN. Для кожної точки z у Z, оскільки z належить множині E і відкритій множині B(r)\K, вона також належить деякій кулі B із V, що міститься у B(r)\K. Ця куля B є підмножиною 5B'  для деякої кулі B'  у D, яка має непустий перетин із B ⊂ B(r)\K, тобто є рівною Fn для деякого n > N. Тому {\displaystyle Z\subset \cup _{n>N}5F_{n}} і:
{\displaystyle \lambda _{d}(Z)\leqslant \lambda _{d}(\cup _{n>N}5F_{n})\leqslant \sum _{n>N}\lambda _{d}(5F_{n})=5^{d}\sum _{n>N}\lambda _{d}(F_{n})<5^{d}\varepsilon .}
Оскільки ці нерівності виконуються для всіх ε > 0, то Z є множиною міри нуль. Загалом твердження випливає з того, що множину E можна покрити зліченною кількістю куль B(r) і об'єднання зліченної кількості множин міри нуль є множиною міри нуль.

### Доведення для загального випадку
Припустимо спершу, що E є обмеженою множиною, тобто міститься у деякій відкритій кулі B і в означенні регулярного покриття Віталі можна обрати єдину константу регулярності для всіх точок E.
Без втрати загальності вважатимемо, що всі замкнуті множини із V також містяться у кулі B.
Індуктивно побудуємо послідовність (Fn) (скінченну чи нескінченну) елементів V. Для кожного натурального числа n, позначимо Vn  множину елементів V, які не перетинаються із жодним елементом Fk для 0 ≤ k < n. Якщо Vn є порожньою множиною, то побудова завершується. В іншому випадку позначимо δn верхню межу мір елементів Vn  і виберемо як Fn деякий елемент Vn   із мірою більшою, ніж δn/2. 
Оскільки елементи Fn попарно не перетинаються і містяться у B, сума чисел δn є скінченною і зокрема δn → 0, а тому жоден з елементів V не належить усім Vn.
Зроблені гіпотези регулярності дозволяють для кожного елемента F у V вибрати кулю BF, радіуса rF, що містить F і міра якої є рівною мірі F поділеній на γ. Далі доведення схоже до попереднього: для всіх F у V, якщо n є таким цілим числом, що F належить Vn але має непустий перетин із Fn то з цього перетину випливає, що {\displaystyle F\subset B_{F}\subset (1+2k)B_{F_{n}},} де  {\displaystyle k={\sqrt[{d}]{\frac {2}{\gamma }}}.}
Це випливає з того, що:
{\displaystyle {\frac {r_{F}}{r_{F_{n}}}}={\sqrt[{d}]{\frac {\lambda _{d}(B_{F})}{\lambda _{d}(B_{F_{n}})}}}\leqslant {\sqrt[{d}]{\frac {\lambda _{d}(F)/\gamma }{\lambda _{d}(F_{n})}}}\leqslant {\sqrt[{d}]{\frac {\delta _{n}/\gamma }{\delta _{n}/2}}}=k.}
До того ж:
{\displaystyle \lambda _{d}((1+2k)B_{F_{n}})=(1+2k)^{d}\lambda _{d}(B_{F_{n}})\leqslant {\frac {(1+2k)^{d}}{\gamma }}\lambda _{d}(F_{n})\leqslant {\frac {(1+2k)^{d}}{\gamma }}\delta _{n}.}
Як і в попередньому доведенні звідси випливає, що множина точок E які не належать жодній із множин Fn має міру нуль.
Для загального випадку для кожного цілого числа n > 0, позначимо En множину точок E із відстанню не більшою n від початку координат і константою регулярності більшою від 1/n. Достатньо рекурентно задати послідовність (Dn) не більш, ніж зліченних сімей елементів V, таку що об'єднання D містить елементи, що взаємно не перетинаються і для всіх n:
{\displaystyle \lambda _{d}(E_{n}\setminus \cup _{1\leqslant k\leqslant n,F\in D_{k}}F)\leqslant 1/n.}
Для побудови Dn, достатньо застосувати попередній результат до обмеженої множини
{\displaystyle E_{n}\setminus \cup _{1\leqslant k<n,F\in D_{k}}F}
регулярного в сенсі Віталі покриття елементами з V константа регулярності яких є більшою 1/n і які попарно не перетинаються із елементами з попередніх Dk.

## Твердження для міри Гаусдорфа
Існує варіант теореми для міра Гаусдорфа..
Нехай  {\displaystyle E\subset \mathbb {R} ^{d}} є Hs-вимірною множиною і V є покриттям Віталі множини E. Тоді у V можна вибрати не більш, ніж зліченну сім'ю D множин, що взаємно не перетинаються і для якої або {\displaystyle H^{s}(E\setminus \cup _{U\in D}U)=0} або {\displaystyle \sum _{U\in D}\mathrm {diam} (U)^{s}=\infty .}}
Якщо додатково E має скінченну s-міру Гаусдорфа то для всіх ε > 0, можна вибрати D так, що:
{\displaystyle H^{s}(E)\leqslant \sum _{U\in D}\mathrm {diam} (U)^{s}+\varepsilon .}